# Třebovická brána
Třebovická brána (též Třebovické sedlo) je horské sedlo ve výšce 438 m n. m. a geomorfologický podokrsek zhruba ve střední části Hřebečovského hřbetu. Leží asi 1,5 km východně od obce Třebovice převážně na jejím katastrálním území v okrese Ústí nad Orlicí v Pardubickém kraji. Vede tudy silnice Česká Třebová – Lanškroun (silnice I/43 s odbočkou na silnici I/14), železnice Česká Třebová – Zábřeh (trať č. 019 s odbočkou na trať č. 017). Od roku 1845 pod ním vedl také starý Třebovický tunel.

## Geomorfologické členění
Geomorfologicky brána náleží do celku Svitavská pahorkatina, podcelku Českotřebovská vrchovina a okrsku Hřebečovský hřbet.
Podle členění Balatky a Kalvody je brána samostatným podokrskem, který sousedí s dalšími podokrsky Svitavské pahorkatiny: Lanšperský hřbet na severu a Koclířovský hřbet na jihu. Dále sousedí s okrskem Ústecká brázda na západě a s celkem Podorlická pahorkatina na východě.